# Корогодский, Гарик
Га́рик Корого́дский, Григорий Давидович Корогодский (укр. Гарік Корогодський; род. 4 августа 1960, Киев) — украинский бизнесмен, писатель, блогер, меценат, сооснователь благотворительного фонда «Жизнелюб». Совладелец фитнес-центра «Аквариум» и ТРЦ «Dream Town», генеральный директор компании «Вита Веритас».

## Биография
Имя Гарик Корогодский получил при рождении. Сейчас в паспорте — соответственная запись. В советскую эпоху были трудности с необычными именами, поэтому в паспорте СССР было указано Григорий Давидович Корогодский. Из-за этого возникает путаница, когда считают, что Гарик — это панибратский, сокращенный вариант имени.
Гарик Корогодский вырос в простой еврейской семье. Отец работал на строительстве (прошёл путь от электрика до начальника участка), мать была бухгалтером. С первого класса Гарик регулярно подрабатывал: играл в карты, перепродавал дефицитные товары (жевательные резинки, джинсы).
Образование
В 1975 году окончил школу и поступил в Киевский электромеханический техникум железнодорожного транспорта имени Николая Островского, где получил специальность техника-электрика. В 1985 году защитил диплом специальности «Электрификация железнодорожного транспорта» в Московском институте инженеров железнодорожного транспорта.

## Бизнес
Первый легальный заработок у Гарика был в 13 лет, когда он устроился сторожем хлебобулочного магазина. Затем трудовая карьера продолжилась в Московском театре зверей — электриком.

### 1980-е
В Москве Корогодский кроме легальной подработки (например, в автобусном парке) занимался тогда ещё запрещенной деятельностью: спекулировал театральными билетами, перепродавал икру, кофе. В 1987 году занялся (уже легально) перепродажей компьютерной техники. Первый проданный компьютер, после полугода безуспешных попыток, позволил рассчитаться с долгами и заработать ещё 6 тыс. руб..

### 1990-е
В 1994 году Гарик заработал первый миллион долларов. Кроме успеха и обычных рыночных неудач, он пережил рэкет и кровавые наезды. Из-за этого Корогодский несколько месяцев скрывался в Израиле. Семья прожила там 10 лет.
В 1995 году вернулся в Киев и наладил реализацию компьютерной техники из Сингапура. Затем он и его партнёры организовали в Украине доставку нефтепродуктов, основав «Альфа-Нафта» — представительство российской компании «Альфа-Групп», с которой проработали 2 года.
Потом Гарик вместе с партнёром Александром Меламудом торговал нефтью и строил вертикально интегрированную структуру для группы «АРЧ» (приобрели сеть облнефтьпродуктов с 300 АЗС). Позже, бизнесмены работали с группой «Приват», выкупая для неё акции нефтеперерабатывающих предприятий.

### 2000-е
Гарик вышел из нефтяного бизнеса и занялся девелопментом в Киеве.
Первый проект — фитнес-центр «Аквариум», который был открыт в 2000 году. Для этого Корогодский и Меламуд приобрели в Оболонском районе старый бассейн. Покупка и реконструкция обошлись в 7 млн долларов.
В мае 2001 года был открыт торговый центр «Глобус» (37 тыс. м2 под Майданом Незалежности, который стал самым дорогим на Украине. 
В 2007 году «Глобус» был продан британскому фонду London & Regional Properties. Сумма сделки не раскрывалась. По независимым оценкам она могла составлять 200 млн долларов.
Партнёры Гарик Корогодский, Александр Меламуд, Михаил Шпильман направили полученные средства на торгово-развлекательный центр Dream Town. Вместе с привлеченными инвестициями проект обошёлся в 250 млн долларов. Объект состоит из двух очередей и объединяет магазины, рестораны, бары, боулинг, аквапарк, кинотеатр, другое.
Строительство началось в 2006 году. Первая очередь была окончена в 2009, вторая — в 2011 году.
Процесс был на грани срыва. В 2009 году произошёл конфликт с одним из участников — Валентином Исаком, собственником корпорации «Столица», который отвечал за строительные работы. После запуска первой линии Исак отказался строить дальше и захотел выйти из договорённостей, чтобы получить в полную собственность вторую линию, но в 2011 году проиграл суды и вынужден был продать свою долю Корогодскому.
В 2015 году Гарик открыл в киевской Воздвиженке концептуальный магазин Gara, где продаются эксклюзивные дорогие аксессуары. У магазина нет вывески, вход осуществляется через стальные двери. Чтобы попасть внутрь, нужно записаться на сайте, получить сообщение о времени посещения и кодовое слово для входа.

## Публичность и эпатаж
Гарик ведёт себя открыто и довольно дерзко. Он ярко одевается, носит характерные цветные очки.
В августе 2008 года Гарик попал в поле зрения шотландской и украинской прессы, отметив собственное 48-летие в замке Кулзен (Шотландия). Тогда потратили 0,5 млн фунтов. Бизнесмен привёз 150 гостей; раздал присутствующим женщинам зеркальца, чтобы они могли заглядывать под килты мужчин, которые по традиции должны были ходить без нижнего белья; провёл импровизированную «казнь» своей жены при помощи декоративной гильотины.
Корогодский долгое время избегал публичности. Конфликт с Исаком вынудил выйти на публику. Изначально «Дрим Таун» ассоциировался с собственником «Столицы», об участии других партнёров было малоизвестно. Они ярко заявили о себе как о владельцах Dream Town, придя на пресс-конференцию в гавайских рубашках вместо деловых костюмов.
В 2011 году Гарик максимально открыто коммуницирует с интернет-аудиторией, оперативно сообщая о работах по устранению протечки бассейна в только открытой второй очереди ТРЦ. Общение в социальных сетях прибавило клиентов: киевляне специально ездили в «Дрим Таун», чтобы убедиться в успешном ремонте.
В 2013 году Гарик вёл эротическое «Badman show» на Europa Plus (Украина), где вместе с профессиональной радиоведущей Алиной Светличной и гостями обсуждались разнообразные грани секса. Радиопередача вышла очень откровенной, весёлой и не вульгарной. Отзывы о шоу сдержанные, для своей аудитории.
В 2015 году Гарик Корогодский запустил фиктивную предвыборную кампанию на выборах городского главы Киева «Я — твой самовыдвиженец!» (укр. «Я — твій самовисуванець!»). Она сопровождалась провокационными плакатами и слоганами, в которых высмеивались обещания других кандидатов («Не занимайся самопомощью — позови подругу», «Выплачу долги Украины содой», другое). По-настоящему Гарик не мог баллотироваться из-за отсутствия гражданства Украины.
В тот год Гарик впервые вышел на театральную сцену, где исполнил роль сексопатолога в «Истории любви для взрослых» (реж. Вячеслав Жыла). В спектакле также сыграли народные артисты Украины: Алексей Вертинский, Ксения Вертинская, Анатолий Гнатюк, Людмила Смородина, Янина Соколова, и солист группы «Друга Ріка» Валерий Харчишин.
Гарик Корогодский — активный блогер на Facebook. Социальную сеть он использует как форму защиты бизнеса, поскольку не собирается интегрироваться во власть.

## Общественная и благотворительная деятельность
Корогодский и Меламуд спонсировали восстановление синагоги Бродского, которую реконструировали к 2000 году. Гарик Корогодский был избран главой Попечительского совета синагоги, откуда в 2011 году его исключили из-за скандального пародийного клипа на Lady Gaga, посвященного 50-летию Меламуда.
В 2013 году Гарик Корогодский вместе с Тиной Михайловской основали благотворительный фонд «Жизнелюб». Аудитория — люди пожилого возраста, для которых организовывается досуг, предоставляется адресная помощь, другое. В 2017 был запущен «Обед без бед» — флагманский проект БО «БФ Жизнелюб», пункты бесплатного горячего питания для малообеспеченных пенсионеров. В 2020 году уже насчитывается тринадцать пунктов раздачи горячих обедов, работающих ежедневно.
В 2015 году Корогодский и Международный институт менеджмента запустили в Киеве образовательную программу по подготовке будущих топ-менеджеров Украины Generation.ua. Проект базируется на международных стандартах MBA и MPA.
В 2017 году Гарик Корогодский профинансировал (6 млн грн собственных средств с 9 млн, собранных «Жизнелюбом») открытие специального хаба для пенсионеров — площадку «Кино-Сад» (Гидропарк). Здесь люди пожилого возраста танцуют, смотрят фильмы и спектакли, занимаются спортом, посещают литературные вечера, обучающие курсы и мастер-классы.
В 2017 году, Гарик Корогодский и Тина Михайловская запускают ещё один проект «Адресная Помощь», который нацелен на закрытие разных нужд у конкретных людей пожилого возраста. Партнеры данного проекта — клиники, стоматологии, предоставляющие квоты на посещения этим людям. Также проект через свою краундфандинговую платформу собирает деньги на операции, лекарства, необходимые бытовые вещи.
В 2019 году, в день открытия UFW, дизайнер Марина Рыбалко в сотрудничестве с БФ «Жизнелюб» представила коллекцию STAR. Впервые в Украине в показе принимали участие только модели 55+ из Агентства взрослых моделей «Жизнелюб». таким образом подняв проблему эйджизма в современном обществе.

## Личная жизнь
Женат, имеет четверых детей. Увлекается теннисом и преферансом (Гроссмейстер преферанса в рейтинге Международной лиги преферанса). Относит себя к атеистам.

## Награды и отличия
- Лауреат премии «Celebrity Awards 2020» в номинации «Человек года».[31]
- Лауреат премии «КоммерсантЪ года» (номинация «Коммерсантъ. Стиль») газеты «Коммерсантъ Украина» в 2012 и 2013 годах[32].
- Чемпион мира по игре в преферанс в категории «Профессионалы» (2009 год)[33].

Корогодский входит в сотню самых богатых людей Украины по версии журнала «Фокус»:
- 2008 — № 89-91 (250 млн долларов)[34]
- 2013 — № 96 (50 млн долларов)[35]
- 2014 — № 94 (50 млн долларов)[36]
- 2015 — № 81 (50 млн долларов)[37]
- 2016 — № 87 (50 млн долларов)[38]
- 2017 — № 91 (55 млн долларов)[39]
- 2018 — № 90 (68 млн долларов)[40]

По версии журнала «Форбс» Корогодский вместе с партнёрами регулярно входит в тройку Рейтинга рантье:
- 2012 — № 1 (55 млн долларов арендного дохода на всех партнёров)[41]
- 2013 — № 1 (55 млн долларов)[42]
- 2014 — № 1 (419 млн грн)[43]
- 2015 — № 3 (650—715 млн грн)[44]